# Johan Gadolin
Johan Gadolin (Turku, 5 giugno 1760 – Mynämäki, 15 agosto 1852) è stato un chimico, mineralogista, geologo e fisico finlandese, noto soprattutto per aver scoperto l'ittrio e per aver dato il suo nome al minerale gadolinite e all'elemento chimico del gadolinio.

## Biografia

### La formazione
Johan Gadolin è nato a Turku (allora in Svezia, oggi in Finlandia), come figlio del vescovo luterano Jakob Gadolin. All'età di 15 anni cominciò a studiare matematica all'Accademia reale di Turku. Presto trovò la matematica troppo laboriosa e passò a studiare chimica. Nel 1779 Gadolin passò all'Università di Uppsala dove ebbe come insegnante Torbern Bergman.
Nel 1790 venne eletto come membro dell'Accademia Reale Svedese delle Scienze.

### I lavori nella chimica
Gadolin divenne famoso quando scoprì la prima terra rara. Nel 1792 Gadolin ricevette da Carl Axel Arrhenius un campione di un minerale nero e pesante proveniente da una cava nel villaggio svedese di Ytterby vicino a Stoccolma. Con accurati esperimenti isolò l'ossido di una terra rara che venne in seguito chiamato yttria; esso rappresentava il primo composto di una terra rara (a quel tempo si pensava fosse un elemento). Il lavoro venne pubblicato nel 1794.
Il minerale che Gadolin aveva esaminato venne chiamato gadolinite nel 1800.
In una pubblicazione del 1788 Gadolin dimostrò che lo stesso elemento può avere diversi stati di ossidazione, in quel caso Sn(II) e Sn(IV) «combinando sé stesso con quantità maggiori o minori della sostanza calcinata». Descrisse la reazione di disproporzione:
2 Sn(II) -> Sn(0) + Sn(IV)
Gadolin studiò anche i calori specifici e i calori latenti tra il 1787 e il 1792.
Uno dei suoi ultimi studi fu l'analisi chimica della lega cinese alpacca nel 1810 e 1827.
Gadolin diventò professore di chimica all'Accademia Reale di Turku nel 1797. Fu uno dei primi chimici a dare esercizi di laboratorio agli studenti. Permise perfino agli studenti di usare il suo laboratorio privato. Gadolin scrisse il primo libro di testo di chimica anti-flogisto dei paesi nordici.